# 白靈側耳
白靈側耳（學名：Pleurotus nebrodensis），俗名白靈菇、白阿魏菇及平菇王，是一種於2006年被國際自然保護聯盟列為處於極危的真菌。這些真菌生長在西西里岛北部的石灰岩。本物種生長於伞形科绵果芹属物種Cachrys ferulacea的根部，因而得名。呈奶白色至黃色，直徑闊5-20厘米，菌褶起角，菌蓋成熟時會斷開。

## 分類歷史
本物種最初是於1866年由義大利植物學家Giuseppe Inzenga所描述，並將之分類到蘑菇屬；他更指這種真菌「是西西里島真菌植物相中最美味的蕈類」。他的論述得到廣泛的接納，也引致白靈側耳被專業人士及業餘愛好者大量種植。1886年，法國真菌學家Lucien Quélet將本物種重置到側耳屬中。近年研究顯示本物種跟同樣生長於地中海盆地的杏鮑菇（P. eryngii）關係密切，但兩者仍然是獨立的物種，而且都與傘形科植物相關。

## 減退
白靈側耳被國際自然保護聯盟列為極危物種，這是由於它們只生長在約100平方公里的地方，而其群落亦已被碎片化。再者，它們也不斷失去自然生長地，而更有種植者採集未成熟的白靈側耳，導致它們的衰落。現時估計每年只有250株白靈側耳成熟。

## 保育
現時未有法律保護白靈側耳，縱然在保育區內也未有禁止採集未成熟樣本的措施。不過已有草案來保護白靈側耳，有待審批。該草案建議在馬多尼公園的一個保護區內保護所有年齡的側耳菇，而在公園的另一部分則保護所有未成熟的蕈類。另外，白靈側耳也有被當作农作物培植，以減輕野生種被採集的壓力。白靈側耳需要在隧道中培植，並要以黑網覆蓋。這些培植種的味道及香味與野生的無異。

## 參看
- 食用蕈
- Flora of Italy（英语：Flora of Italy）
- 西西里飲食
- 側耳屬物種列表

## 外部連結
- 白靈側耳在Index Fungorum中的資訊
- Template:MycoBank